# Mike Riedner
Michael Riedner (meist Mike Riedner) ist ein deutscher Publizist.
Nach einem Studium der Publizistik an der Johannes Gutenberg-Universität Mainz und einem Volontariat bei der Motor Presse Stuttgart arbeitete er als Redakteur für Flug Revue (1983–1984) und Motor Klassik (1984–1990).
Seit 1990 ist Riedner freiberuflich als Journalist, Fotograf und Texter tätig. In den Jahren 1993 bis 1995 war er zusätzlich Redaktionsleiter der Motor Klassik.
Mike Riedner ist Mitglied der FDP und seit 2016 Stadtrat in seiner Heimatgemeinde Schotten.

## Veröffentlichungen (Auswahl)
- Mercedes-Benz W196 – Der letzte Silberpfeil, Stuttgart 1986 (also published in English, Haynes 1988)
- Mercedes-Benz 300 SL (with Günther Engelelen), Stuttgart 1988
- Sauber-Mercedes, Konstanz 1989
- Porsche-Renngeschichte (mit Gemälden von Carlo Demand), Stuttgart 1990
- Mercedes-Benz, die neuen Silberpfeile, Konstanz 1990
- Doppelsieg – Biographie Paul Pietsch, Stuttgart 1991.
- Faszination Fliegen, Stuttgart 1991
- Ferrari-Renngeschichte (mit Gemälden von Daniel Picot), Stuttgart 1996
- 39107: the fascinating story of a solitaire, Babenhausen 2006
- Invicta S-type low chassis, Bensheim, 2015